# Антонівка (Тальнівська міська громада)
Анто́нівка — село в Україні, у Тальнівській міській громаді, Звенигородського району Черкаської області. Розташоване за 2,5 км на північ від села Кобринової Греблі. Населення — 322 чоловіка, дворів — 212 (2008).

## Історія
В архівних документах село вперше згадується під 1659 роком. Тоді селом володіли польські магнати Калиновські. З 1726 року село переходить у власність магнатів Потоцьких. У 1827 році селом володіла графиня Наришкіна, а з 1854 року графиня Шувалова.
До 1832 року Антонівка входила до складу Шаулиського маєтку поміщиків Бержинських.
Село постраждало внаслідок геноциду українського народу, проведеного окупаційним урядом СССР 1923—1933 та 1946–1947 роках[джерело?].
Під час штучного голодомору загинуло 132 мешканців села.

## Сучасність
В селі є братська могила, функціонує Свято-Михайлівська церква ПЦУ.

## Відомі люди
В селі народився Шляхтич Олексій Костянтинович (1924-1981) — Герой Радянського Союзу.